# Die goldene Maske (Film)
Die goldene Maske ist ein deutsches Filmdrama aus dem Künstlermilieu von 1939. Unter der Regie von Hans H. Zerlett spielen Albert Matterstock und Hilde Weissner die Hauptrollen.

## Handlung
Der junge Alexander gilt als begnadeter Maler, doch seit er zu viel Geld gekommen ist, hat er jeden künstlerischen Anspruch an sich selbst aufgegeben und ist vollständig zu einem Gefälligkeitskünstler geworden, der das malt, was man von ihm verlangt. Das zeigt sich vor allem bei den Porträts der Damen der Gesellschaft, die ihn aufsuchen, weil er in seinen Werken wirklich jede Frau schön aussehen lässt. Seine Freunde Paul Popp und Sepp Kramer, beide gleichfalls als Maler aktiv, gönnen ihm zwar seinen Erfolg, sind aber zugleich enttäuscht, dass er offensichtlich jeden künstlerischen Ehrgeiz abgelegt hat. Seine früheren Werke jedenfalls, das sagen beide Kollegen unisono, hätten noch gezeigt, was Alexander zu leisten imstande ist.
Eines Tages hat Alexander eine Begegnung, die sein gesamtes Leben durcheinanderwirbeln wird. In einem Kaufhaus lernt er eine schöne Unbekannte kennen, in die er sich sofort verliebt. Sie verrät nicht ihren Namen und entschwindet sogleich wieder. Einige Tage darauf begegnet er dieser Frau auf einem Faschingsball wieder. Sie trägt diesmal eine goldene Maske, die ein Großteil ihres Gesichts verdeckt. Die Unbekannte nennt Alexander diesmal wenigstens ihren Vornamen: Maria. Auch sie verliebt sich in ihn. Maria ist eine verheiratete Frau, was sie allerdings nicht davon abhält, bereits am folgenden Tag seine Geliebte zu werden. In ihm brennt es, Maria zu malen: sie erscheint nackt, nur mit der goldenen Maske vor dem Gesicht. Beider Glück ist nur von kurzer Dauer: Eines Tages hat die lange Zeit in den Tropen lebende Maria einen Schwächeanfall. Ein herbeigerufener Arzt konstatiert bei ihr einen Malaria-Anfall. Sie benötigt viel Ruhe und sollte aus Sicherheitsgründen nie mehr in die Tropen zurückkehren.
Alexander trifft bald darauf einen alten Bekannten wieder, den er seit Jahren nicht mehr gesehen hatte. Es ist Robert Berteen, und ausgerechnet er ist Marias Mann, wie er während eines Besuchs in Berteens Haus feststellen muss. Der Künstler gibt vor, Maria nicht zu kennen. Bei einem Gegenbesuch Roberts in Alexanders Atelier sieht dieser seine nackt gemalte Gattin auf der Leinwand, erkennt sie aber dank der goldenen Maske vor dem Gesicht nicht. Nach längerer Zeit kommt es zu einer Unterredung zwischen Maria und Alexander. Sie teilt ihrem Geliebten mit, dass sie mit ihrem Gatten in die Tropen zurückkehren werde. Durch einen dummen Zufall erfährt Robert derweil von Alexanders Ex-Geliebten Nora, dass die gemalte Unbekannte Maria heiße. Robert ist sich sicher, dass es sich dabei nur um seine Gattin handeln könne. Robert geht zu dem Maler und will ihn mit seinem Wissen konfrontieren. Der hat im letzten Moment die zu Besuch weilende Maria in einem Hinterzimmer verstecken können. Maria tritt hervor, und es kommt zu einem Handgemenge, bei dem Robert Alexander niedersticht. In Panik flieht er nach draußen und verunglückt mit seinem Auto tödlich. Nachdem Alexander wieder genesen ist, kann er mit Maria endlich eine gemeinsame Zukunft planen.

## Produktionsnotizen
Die Dreharbeiten zu Die goldene Maske begannen am 31. Mai 1939 und wurden rund vier Wochen später abgeschlossen. Gedreht wurde in den Tobis-Ateliers in Berlin-Johannisthal. Der Film wurde am 15. September 1939 in Berlins Gloria-Palast uraufgeführt. Der Film kostete lediglich 588.000 Reichsmark.
Für Produzent / Produktionsleiter Helmut Schreiber war diese Produktion die letzte persönliche Beteiligung an der direkten Herstellung eines Films. Anschließend wechselte er in die Filmfirmenverwaltung. Erich Zander und Karl Machus entwarf die Filmbauten. Maria Pommer zeichnete für die Kostüme verantwortlich, Hans Rütten für den Ton.

## Kritiken
Boguslaw Drewniak fand, „das Beste an ihm [dem Film] war das Spiel der Darsteller: die sentimentale Hilde Weißner, der liebende Albert Matterstock als der Maler Alexander, das Pärchen Fita Benkhoff und Rudi  Godden, der blasierte Karl Schönböck und Fritz Kampers in der auch sehr gut gespielten Rolle des brutalen Geschäftemachers.“.

„Verlogenes Ehedrama mit Kriminal-Verwicklungen vor dem Hintergrund ausgelassenen Faschingstrubels; auch stilistisch mißlungen.“